# Natalia Rybicka
Natalia Rybicka (ur. 1 października 1986 w Warszawie) – polska aktorka, występująca na scenie w zespole Teatru Studio w Warszawie.

## Życiorys
Ukończyła naukę w liceum ogólnokształcącym w Aninie, jest absolwentką klasy o profilu artystycznym. W 2010 r. ukończyła studia na Akademii Teatralnej w Warszawie. Mieszka w Warszawie. Ma dwóch braci: Piotra (ur. 1988) i Pawła (ur. 1995). Trenuje taniec nowoczesny, klasyczny i disco dance (dwukrotnie została mistrzynią Polski w Disco Dance Freestyle).

## Życie prywatne
Od 2021 roku jest żoną operatora filmowego Michała Sobocińskiego. Ma z nim dwoje dzieci – Helenę (ur. 7 czerwca 2022) oraz Vito Leo (ur. 5 kwietnia 2025).

## Filmografia
- 2001: Więzy krwi jako Marysia Bronowicz, córka Józefa
- 2002–2006: Samo życie jako Agata Rowicka, córka Henryka i Elżbiety
- 2003: Żurek jako Iwonka
- 2003: M jak miłość jako Eliza (odc. 201, 202 i 204)
- 2003: Lokatorzy jako Julia, znajoma Zuzi (odc. 172)
- 2004: Na dobre i na złe jako Sandra Barska (odc. 182)
- 2005: Plebania jako Marta
- 2005: Kryminalni jako dziewczyna (odc. 17)
- 2006: Olek jako Ola
- 2006: Kto nigdy nie żył… jako Kasia
- 2006: Dublerzy jako Ola, córka Leona
- 2006: Dublerzy (serial) jako Ola, córka Leona
- 2007: Wszystko będzie dobrze jako Jolka
- 2007: Odwróceni jako Lidka Sikora
- 2008: Mała wielka miłość jako dziewczyna z kwiatem
- 2008: Mała wielka miłość jako dziewczyna z kwiatem (odc. 4)
- 2008–2009: Londyńczycy jako Asia Koryn (Budzisz)
- 2008: Pora mroku jako Karolina
- 2008: Lawina jako Camilla
- 2009, 2011, 2020: Ojciec Mateusz jako Agnieszka, dziewczyna podejrzanego (odc. 29); Agata Lisowska (odc. 80), Klaudia Piątek (301).
- 2009: Idealny facet dla mojej dziewczyny jako dziewica
- 2010: Chrzest jako Magda
- 2010: Ratownicy jako Justyna Tarnowska
- 2011–2012: Szpilki na Giewoncie jako Agnieszka Lipnicka
- 2011: Onder ons jako Agnieszka
- 2011: Hotel 52 jako Beata Bartniewska (odc. 43)
- 2012: Syberiada polska jako Sylwia Korcz
- 2012: Piąta pora roku jako autostopowiczka
- 2013: Komisarz Alex jako aktorka Agnieszka Gordon (odc. 38)
- 2014: Prawo Agaty jako Julia Nawrocka (odc. 60, 62, 66, 67)
- 2015: Strażacy jako Kasia (odc. 4, 7, 8)
- 2015: Excentrycy, czyli po słonecznej stronie ulicy jako Modesta Nowak
- 2015: Na dobre i na złe jako Aneta Gniewosz
- 2016–2018: Blondynka jako weterynarz Sylwia Kubus (serie V–VII, odc. 53−91)
- 2017: Niewidzialne jako szwaczka
- 2019: Jaskinia żółwi jako Kochanka
- 2019: Czarny mercedes jako Celina Ratajczak, służąca Holzera
- 2019: Blondynka jako Sylwia Kubus
- 2022: Plan lekcji jako Monika Idziorek
- 2024: Gra z Cieniem jako Helena Bielawska
- 2025: Kibic jako Gośka Galicka

### Dubbing
- 2008: Dzwoneczek jako Dzwoneczek/Cynka
- 2009: Dzwoneczek i zaginiony skarb jako Dzwoneczek
- 2009: Ciekawski George 2
- 2010: Dzwoneczek i uczynne wróżki jako Dzwoneczek
- 2010: Bestia z Wolfsberga jako KC
- 2010: The Looney Tunes Show jako Carol
- 2012: Dzwoneczek i sekret magicznych skrzydeł jako Dzwoneczek/Cynka
- 2014: Dzwoneczek i tajemnica piratów jako Dzwoneczek/Cynka
- 2015: Dzwoneczek i bestia z Nibylandii jako Dzwoneczek/Cynka

## Nagrody
- 2004: Żurek (nominacja) Orzeł najlepsza drugoplanowa rola kobieca
- 2004: Żurek Nagroda specjalna Tarnów – Srebrna Statuetka nagroda specjalna
- 2009: Nagroda za Najlepszą Drugoplanową Rolę Żeńską (serial Londyńczycy) na Międzynarodowym Festiwalu Produkcji TV w Rzymie – Roma Fiction Fest[7]
- 2013: Nagroda im. Schillera za 2012[8]